# Dolichestola densepunctata
Dolichestola densepunctata là một loài bọ cánh cứng trong họ Cerambycidae.